# Anton Regh
Anton „Toni“ Regh (* 12. September 1940 in Stotzheim; † 14. Januar 2018 in Euskirchen) war ein deutscher Fußballspieler. Der Allroundspieler des 1. FC Köln gewann mit der „Geißbock-Elf“ in den Jahren 1962 und 1964 die Deutsche Meisterschaft, sowie in der Saison 1967/68 den DFB-Pokal.

## Laufbahn
Im Alter von acht Jahren begann Regh das Fußballspielen beim SV Schwarz-Weiß Stotzheim. Den ersten überregionalen Erfolg feierte er in Reihen der Verbandsauswahl des Mittelrheins im Wettbewerb des Länderpokals des Jahres 1960. Der Mittelrhein gewann das Finale mit 3:0 Toren gegen Hessen und Regh agierte dabei als Verteidiger an der Seite von Mitspielern wie Gero Bisanz, Karl-Heinz Thielen, Karl-Heinz Ripkens, Willi Bergstein, Alfred Glenski und Willibert Kremer. Sein Talent führte Regh am 1. Juni 1961 in die Amateurnationalmannschaft des DFB. Beim Länderspiel der DFB-Amateurauswahl in Oberhausen gegen die Niederlande bildete er gemeinsam mit Hermann Michel vor Torhüter Klaus Schonz das Verteidigerpaar. Die Elf um Spielführer Heinz Höher gewann das Spiel mit 5:3 Toren. Regh unterschrieb zur Saison 1961/62 einen Vertrag beim 1. FC Köln und wechselte damit in die damalige Erstklassigkeit der Oberliga West. Unter dem neuen Trainer des FC, Zlatko Čajkovski, debütierte er am 6. August 1961 in der Oberliga. Beim 5:3-Auswärtserfolg beim SV Sodingen bildete er mit Karl-Heinz Thielen, Hans Schäfer, Christian Müller und Ernst-Günter Habig die Angriffsreihe im damaligen WM-System. In der 78. Minute erzielte er den fünften Kölner Treffer. Am Rundenende feierte er die Meisterschaft des 1. FC Köln und den Einzug in die Endrunde um die deutsche Meisterschaft. Dort kam er am 21. April 1962 beim 3:1-Auswärtserfolg bei Eintracht Frankfurt als Mittelstürmer zum Einsatz. Als die Titelverteidigung im Finale am 29. Juni 1963 durch die 1:3-Niederlage gegen Borussia Dortmund nicht glückte, vertrat Regh wiederum den verletzten Torjäger Müller im Sturmzentrum. Nach zwei Runden mit 36 Einsätzen und elf Toren sowie fünf Endrundeneinsätzen mit drei Toren endete im Sommer 1963 die Oberligaära.
Unter Cajkovski-Nachfolger Georg Knöpfle gehörte Regh in der Saison 1963/64 dem Spielerkreis an, die am Debüttag der Fußball-Bundesliga, am 24. August 1963, als Aktiver die neue Leistungskonzentration im DFB zum Laufen brachten. Regh errang in der Saison 1963/64 mit dem 1. FC Köln die erste deutsche Meisterschaft, die im Rahmen der 1. Bundesliga ausgespielt wurde. Er absolvierte dabei 29 von 30 Ligaspielen. Mit Torhüter Fritz Ewert bildete er zusammen mit Verteidigerkollege Fritz Pott und Mittelläufer Leo Wilden den Rückhalt der Defensive des ersten Bundesligameisters. Zur Vizemeisterschaft in der zweiten Bundesligasaison, 1964/65, lief er in 28 Spielen auf. Ein weiterer Höhepunkt stellten in dieser Saison die drei Spiele im Viertelfinale des Europapokals der Landesmeister gegen den englischen Titelträger FC Liverpool dar. In allen drei Spielen – 0:0 in Köln; 0:0 in Liverpool; 2:2 im Entscheidungsspiel in Rotterdam am 24. März 1965 mit dem „Münzwurf von Rotterdam“, der gegen Köln fiel – standen Torhüter Toni Schumacher, die zwei Verteidiger Pott und Regh sowie Stopper Wolfgang Weber im Dauereinsatz. Regh hatte am 11. Oktober 1961 seinen Einstand auf der europäischen Bühne im Messepokal beim Auswärtsspiel gegen Inter Mailand gegeben. Am 5. September 1962 erlebte er in der ersten Halbzeit als Verteidiger und nach der Halbzeitpause für den verletzten Ewert als Torhüter, die 1:8-Niederlage bei den Schotten des FC Dundee. Insgesamt wirkte er in 21 Europacupspielen für den 1. FC Köln mit und erzielte zwei Tore. In seiner letzten aktiven Saison beim 1. FC Köln, 1967/68, kam er unter Trainer Willi Multhaup nochmals auf 14 Einsätze. Sein letztes Bundesligaspiel absolvierte Regh am 25. Mai 1968, beim 2:1-Auswärtserfolg gegen den Titelverteidiger Eintracht Braunschweig. Zum Gewinn des DFB-Pokals 1968 trug er durch die fünf Einsätze in den Spielen gegen Eintracht Frankfurt (auch Wiederholungsspiel), Eintracht Braunschweig (wiederum mit Entscheidungsspiel) im Halbfinale am 3. Mai 1968 beim 3:0-Heimerfolg gegen Borussia Dortmund wesentlich bei. Im Finale am 9. Juni gegen den VfL Bochum kam er dagegen nicht zum Einsatz. In der folgenden Saison 1968/69 kam er unter dem Multhaup-Nachfolger Hans Merkle zu keinem Einsatz mehr. Nach 100 Bundesligaspielen mit drei Toren verabschiedete er sich im Sommer 1969 beim 1. FC Köln und schloss sich dem Lokalrivalen SC Fortuna Köln in der Fußball-Regionalliga West an.
Bei der Fortuna kam er unter Mäzen Hans Löring – Löring bestritt 1969/70 noch selbst acht Spiele in der Regionalliga – und Trainer Vladimir Beara in den Abstiegskampf. An der Seite des Leistungsträgers Karl Lambertin absolvierte Regh 27 Spiele mit zwei Toren und die Fortuna hielt mit dem erreichten 14. Rang die Klasse. In seiner zweiten Saison bei Fortuna Köln, 1970/71, kamen mit seinem ehemaligen FC-Kollegen Ernst-Günter Habig ein neuer Trainer und mit Wolfgang Glock, Helmut Bergfelder, Uwe Blotenberg, Manfred Kreis, Werner Waddey und Gerd Zimmermann Verstärkungen in den Spielerkader. Fortuna Köln erreichte den vierten Rang und Regh beendete 1971 nach insgesamt 49 Einsätzen in der Regionalliga mit sechs Toren seine Profi-Laufbahn.
Regh übernahm daraufhin als Spielertrainer den Landesligisten TSC Euskirchen, es folgten weitere Trainerstationen im mittelrheinischen Amateurbereich. Er spielte gelegentlich noch für unterklassige Vereine, so für Olympia Köln, den TuS Chlodwig Zülpich und den SC Enzen-Dürscheven, für den er noch im Alter von 50 Jahren als Verteidiger in der Kreisliga A spielte. Als Trainer erreichte er 1994 den Aufstieg des SC Enzen-Dürscheven in die Kreisliga A.

## Sonstiges
Regh war seit 1963 verheiratet. Er hatte einen Sohn und eine Tochter.

## Erfolge
- Länderpokal-Sieger 1960
- Deutscher Meister 1962, 1964
- Zweiter der Deutschen Meisterschaft 1965
- DFB-Pokal-Sieger 1968